# 南国分寺台
南国分寺台（みなみこくぶんじだい）は、千葉県市原市の五井地区にある町丁。国分寺台を構成する町丁の一つである。現行行政地名は南国分寺台一丁目から南国分寺台五丁目。郵便番号は290-0075。

## 概要
市原市北西部の五井地区にある。土地区画整理事業によって計画的に整備された良好な住宅地である国分寺台の南西部にあり、近隣には上総国分寺や市原市市民会館などが存在する文化的な地域である。全域に住居表示が施行されているが、換地処分実施時に地番変更を実施しているため、ほとんどの場合において、地番と住居表示の数字は一致するようになっている。

## 地理
北は国分寺台中央、東は東国分寺台、南は西広及び諏訪、西から北にかけては惣社と接している。

## 地価
千葉県市原市南国分寺台2丁目5番11で61,300円である。

## 用途地域
南国分寺台二丁目から五丁目のそれぞれ一部が第一種住居地域、南国分寺台一丁目・四丁目と五丁目のそれぞれ一部が第二種住居地域、南国分寺台一丁目と二丁目のそれぞれ一部が第二種低層住居専用地域、それ以外の全域が第一種低層住居専用地域に指定されている。

## 歴史

### 沿革
- 1971年 - 区画整理事業が開始
- 2001年 - 区画整理事業が終了

## 世帯数・人口
2022年（令和4年）4月1日現在の世帯数と人口は以下の通りである。
| 町丁字           | 世帯数    | 人口    | 人口  | 人口   | 人口     | 人口     | 人口  | 人口   | 世帯人員 |
| 町丁字           | 世帯数    | 人口    | 若年  | 若年   | 生産年齢 | 生産年齢 | 高齢  | 高齢   | 世帯人員 |
| ---------------- | --------- | ------- | ----- | ------ | -------- | -------- | ----- | ------ | -------- |
| 南国分寺台一丁目 | 181世帯   | 410人   | 44人  | 10.73% | 214人    | 52.20%   | 152人 | 37.07% | 2.27人   |
| 南国分寺台二丁目 | 162世帯   | 366人   | 22人  | 6.01%  | 168人    | 45.90%   | 176人 | 48.09% | 2.26人   |
| 南国分寺台三丁目 | 199世帯   | 413人   | 39人  | 9.44%  | 219人    | 53.03%   | 155人 | 37.53% | 2.08人   |
| 南国分寺台四丁目 | 236世帯   | 437人   | 42人  | 9.61%  | 246人    | 56.29%   | 149人 | 34.10% | 1.85人   |
| 南国分寺台五丁目 | 243世帯   | 511人   | 53人  | 10.37% | 271人    | 53.03%   | 187人 | 36.60% | 2.10人   |
| 計               | 1,021世帯 | 2,137人 | 200人 | 9.36%  | 1,118人  | 52.32%   | 819人 | 38.32% | 2.09人   |

## 通学区域
市立小学校・市立中学校及び県立高等学校の通学区域は以下の通りである。
| 町丁字           | 番地 | 小学校                 | 中学校                 | 県立高校 |
| ---------------- | ---- | ---------------------- | ---------------------- | -------- |
| 南国分寺台一丁目 | 全域 | 市原市立国分寺台小学校 | 市原市立国分寺台中学校 | 第9学区  |
| 南国分寺台二丁目 | 全域 | 市原市立国分寺台小学校 | 市原市立国分寺台中学校 | 第9学区  |
| 南国分寺台三丁目 | 全域 | 市原市立国分寺台小学校 | 市原市立国分寺台中学校 | 第9学区  |
| 南国分寺台四丁目 | 全域 | 市原市立国分寺台小学校 | 市原市立国分寺台中学校 | 第9学区  |
| 南国分寺台五丁目 | 全域 | 市原市立国分寺台小学校 | 市原市立国分寺台中学校 | 第9学区  |

## 施設
- 市原市立国分寺公民館
- 市原市立国分寺台小学校
- 市原市立国分寺台中学校
- ハードオフ市原店
- (有)かねだい市原店
- マルエツ国分寺台店

## 交通

### 駅
最寄駅はいかのとおりである。
- JR東日本及び小湊鉄道
  - 五井駅
- 小湊鉄道
  - 上総村上駅

### 道路
- 市道1号川岸西広線（市役所通り）
- 市道23号五井駅東口線（更級通り）[10]